# Viktor Igumenov
Viktor Michajlovič Igumenov (* 20. března 1943 Omsk) je bývalý sovětský a ruský zápasník – klasik.

## Sportovní kariéra
Zápasení se věnoval od svých 15 let v rodém Omsku. Připravoval se v klubu Spartak pod vedením Vasyla Hromyka. Specializoval se na řecko-římský (klasický) styl. V sovětské mužské reprezentaci se pohyboval od poloviny šedesátých let dvacátého století ve střední váze do 78 kg. V roce 1968 startoval jako favorit na vítězství na olympijských hrách v Mexiku. V prvním a druhém kole ztratil se svými soupeři dva klasifikační body a ve třetím kole senzačně prohrál na lopatky s Norem Haraldem Barliem. Dosažením šesti klasifikačních bodů byl z turnaje předčasně vyřazen. Od roku 1969 přestoupil do nové nižší velterové váze do 74 kg. V roce 1972 startoval jako trojnásobný mistr světa v této váze na olympijských hrách v Mnichově. Pár dní před turnajem si při sparingu zlomil žebra. Ve druhém kole s problémy udýchal remízu 7:7 s Řekem Petrosem Galaktopulosem a k následujícímu zápasu již nenastoupil. Vzápětí ukončil sportovní kariéru. Věnoval se trenérské a metodické práci.

## Výsledky
| Turnaj             | 1966 | 1967 | 1968 | 1969 | 1970 | 1971 | 1972 |
| Turnaj             | 23   | 24   | 25   | 26   | 27   | 28   | 29   |
| Turnaj             | -78  | -78  | -78  | -74  | -74  | -74  | -74  |
| ------------------ | ---- | ---- | ---- | ---- | ---- | ---- | ---- |
| Olympijské hry     |      |      | úč.  |      |      |      | úč.  |
| Mistrovství světa  | 1.   | 1.   |      | 1.   | 1.   | 1.   |      |
| Mistrovství Evropy | —    | —    | —    | —    | 1.   |      | —    |